# Lijst van Curaçaose ministers van Bestuur, Planning en Dienstverlening
De minister van Bestuur, Planning en Dienstverlening van Curaçao (BPD) is lid van de ministerraad van Curaçao. Het ambt bestaat sinds 10 oktober 2010 toen het eilandgebied Curaçao, na de opheffing van de Nederlandse Antillen, een land werd binnen het Koninkrijk der Nederlanden.
| N.º | Naam                       | Kabinet              | Periode                   | Partij                                                      | Opmerkingen                 |
| --- | -------------------------- | -------------------- | ------------------------- | ----------------------------------------------------------- | --------------------------- |
| 1   | Norman Girigorie           | Schotte              | 10-10-2010 t/m 25-01-2011 | PS                                                          |                             |
| 2   | Lia Willems-Martina        | Schotte              | 25-01-2011 t/m 10-05-2011 | PS                                                          |                             |
| 3   | Carlos Monk                | Schotte              | 10-05-2011 t/m 24-03-2012 | PS                                                          | werd minister van Onderwijs |
| 4   | Carlos Trinidad            | Schotte              | 24-03-2012 t/m 29-09-2012 | PS                                                          |                             |
| 5   | Cornelis Smit              | Betrian (interim)    | 29-09-2012 t/m 31-12-2012 | partijloos                                                  |                             |
| 6   | Etienne van der Horst      | Hodge (zakenkabinet) | 31-12-2012 t/m 07-06-2013 |                                                             |                             |
| 6   | Etienne van der Horst      | Asjes                | 07-06-2013 t/m 01-09-2015 | Officieel onafhankelijk maar naar voren geschoven door PAIS |                             |
| 6   | Etienne van der Horst      | Whiteman I           | 01-09-2015 t/m 30-11-2015 | Officieel onafhankelijk maar naar voren geschoven door PAIS |                             |
| 6   | Etienne van der Horst      | Whiteman II          | 30-11-2015 t/m 23-12-2016 | Officieel onafhankelijk maar naar voren geschoven door PAIS |                             |
| 7   | Ruthmilda Larmonie-Cecilia | Koeiman              | 23-12-2016 t/m 24-03-2017 | PS                                                          |                             |
| 8   | Norberto Vieira Ribeiro    | Pisas I (interim)    | 30-03-2017 t/m 29-05-2017 | KdNT                                                        | was tevens vicepremier      |
| 9   | Armin Konket               | Rhuggenaath          | 29-05-2017 t/m 10-06-2021 | MAN                                                         |                             |
| 10  | Ornelio (Kid) Martina      | Pisas II             | 10-06-2021 - heden        | PNP                                                         |                             |